# Peter Pavšič
Peter Pavšič, slovenski športni funkcionar in izumitelj, * 29. junij 1908, Ljubljana, † 13. oktober 1998.
V Ljubljani je obiskoval osnovno in srednjo gradbeno šolo. Med šolanjem se je  kot aktivni športnik ukvarjal z atletiko. Z rezultatom 11,00 sekund na 100 metrov je bil takrat med najboljšimi v Jugoslaviji, metal je tudi kroglo in skakal v daljino. Vključil se je med Sokole, kjer je aktivno sodeloval. Med vojno je bil sodelavec Osvobodilne fornte in bil zato interniran v Gonars. Po vojni je deloval v Gimnastični zvezi Slovenije, kjer si je prizadeval, da bi telovadno društvo Partizan Narodni dom dobilo svoj telovadni dom. Vodil je obnovo telovadnih domov po Sloveniji. Prvi v Sloveniji je vpeljal savno v Študijski telovadnici v Tivoliju, ki so jo zgradili iz nekdanje kino dvorane leta 1952. Skupaj z Borisom Gregorko sta skonstruirala železna orodja za otroška igrišča, tako imenovana zvirala, ki so se še dolgo uporabljala tudi na šolskih igriščih. Sam je izumil in s pomočjo žene izdelal prožno odskočno desko, pračo. Patent so kasneje prevzeli drugi proizvajalci telovadnega orodja. Bil je tudi funkcionar v Ribiški zvezi Slovenije, kjer si je prizadeval za ribogojstvo in čistost slovenskih vod. S tem v zvezi je prebudil tudi zasluge slikarja in začetnika ribogojstva v Sloveniji Ivana Franketa. Po njegovi zaslugi so postavili vrsto obeležij v njegov spomin, na Dunajski cesti v Želimeljski dolini, kjer je imel slikar ribogojnico. Vrsto let je bil tajnik Ribiške družine Barje. Sodeloval je v uredniškem odboru revije Ribič, za katero je napisal tudi več člankov pod psevdonimom Peter Zmaj.